# Roderick Chisholm
Roderick Chisholm (Dumbarton, 20 dicembre 1868 – Oceano Atlantico, 15 aprile 1912) è stato un progettista britannico; insieme a Thomas Andrews, fu co-progettista del Titanic. Morì nella notte del disastro del famoso transatlantico.

## Biografia

### I primi anni e carriera
Il padre, James Chisholm (nato nel 1832), proveniva da Urray, un villaggio situato nella contea di Ross-shire ed era un maestro di navi; la madre, Sophia Voaden (nata nel 1841), era originaria della contea di Devon. La coppia si era sposata nel Devon nel 1860 ed ebbero otto figli: James sr. (1861), Duncan (1863), James jr. (1864), Mary (1866), Roderick, Charlotte (1871), John (1877) e Jessie (1879).
A partire dal 1881, la famiglia visse nel villaggio di Old Kilpatrick, nel Dunbartonshire (Scozia); nel 1891 si trasferì a Clydebank. In quel periodo, Roderick divenne disegnatore di navi e pochi anni dopo si spostò a Belfast, venendo assunto dalla Harland and Wolff. La sua abilità lo portò, negli anni a venire, alla progettazione dei transatlantici Olympic e Titanic.
Nel 1897, sposò Susan Anderson a Lisburn, nella contea di Down; la coppia ebbe due figli: Alice (1897-2002) e James (1899-1960), entrambi nati a Belfast.

### Sul Titanic e posteri
Chisholm fu uno dei prescelti fra i dipendenti della Harland and Wolff a supervisionare il regolare svolgimento del viaggio inaugurale del Titanic.
Nella notte del 14 aprile 1912, il Titanic impattò fatalmente contro un iceberg affondando qualche ora dopo; Chisholm non riuscì a salvarsi e morì nell'affondamento. Il suo corpo, se recuperato, non fu mai identificato. Il suo patrimonio ammontò a circa 140 sterline, del quale la vedova ne divenne beneficiaria.
La moglie rimase al domicilio di Sandford Avenue, a Pottinger (Belfast) per il resto della sua vita e morì il 22 febbraio 1961 all'età di 87 anni. È sepolta nel Cimitero di Roselawn, a Belfast, con il figlio James. La figlia Alice si sposò a Belfast nel 1919 con Alfred McCambley (1894-1976) e morì l'11 febbraio 2002 all'età di 104 anni ed anche lei è sepolta nel cimitero di Roselawn.